# Weather Girl
Weather Girl (no Brasil, A Garota do Tempo) é um filme estadunidense de 2009 de gênero comédia romântica escrito e dirigido por Blayne Weaver. O filme é estrelado por Tricia O'Kelley, Mark Harmon, Jon Cryer e Enrico Colantoni.
Foi rodado em Los Angeles, Califórnia.

## Sinopse
Uma apresentadora da meteorologia de Seattle, ao saber que o seu namorado a traiu, faz um escândalo no meio do programa e é despedida. Com 35 anos, solteira e sem emprego ela é forçada a viver com o seu irmão mais novo e apaixona-se por um homem mais novo que é o melhor amigo do seu irmão.

## Elenco
| Ator             | Papel   |
| ---------------- | ------- |
| Tricia O'Kelley  | Sylvia  |
| Mark Harmon      | Dale    |
| Jon Cryer        | Charles |
| Patrick J. Adams | Byron   |
| Enrico Colantoni | George  |
| Ryan Devlin      | Walt    |
| Amie Donegan     | Mary    |
| Timothy Dvorak   | Jack    |
| Kaitlin Olson    | Sherry  |
| Lucas Fleischer  | Arthur  |
| Marin Hinkle     | Jane    |
| Bubba Lewis      | Irving  |
| Jane Lynch       | J.D.    |